# Aleksandra (film)
Aleksandra (russisk: Александра) er en russisk spillefilm fra 2007 af Aleksandr Sokurov.

## Medvirkende
- Galina Visjnevskaja son Aleksandra Nikolaevna
- Vasilij Sjevtsov som Denis
- Raisa Gitjaeva som Malika
- Andrej Bogdanov
- Aleksandr Kladko